# San Vito (Olaszország)
San Vito település Olaszországban, Szardínia régióban, Cagliari megyében. Lakosainak száma 3426 fő (2023. január 1.). San Vito Castiadas, Villaputzu, Villasalto, Muravera és Burcei községekkel határos.

## Népesség
A település lakossága az elmúlt években az alábbi módon változott:
| Lakosok száma | 3664 | 3632 | 3426 |
|               | 2017 | 2018 | 2023 |